# Zobair ibne Alauame
Zobair ou Zubair ibne Alauame (em árabe: الزبير بن العوام بن خويلد بن; romaniz.: al-Zubayr ibn al-‘Awwām ibn Khuwaylid; 594 — 656) foi um companheiro de Maomé (Sahaba) e um dos comandantes militares árabes mais proeminentes durante os reinados dos califas ortodoxos Abacar e Omar, que se notabilizou principalmente na invasão muçulmana do Egito e na primeira guerra civil muçulmana ("Primeira Fitna").
Zobair era filho de Alauame ibne Cuailide e membro da tribo dos assaditas, de árabes adenanitas, com origens no Iraque. Cadija, a primeira esposa de Maomé, era sua tia paterna.[carece de fontes?] Por sua vez, a mãe de Zobair, Safia, era tia paterna de Maomé.
Zobair foi casado com Asma binte Abubacar, filha de Abubacar e meia-irmã de Aixa, uma das esposas de Maomé. Ambos tiveram dois filhos: Abedalá ibne Zobair, que se proclamou califa entre 980 e 692, e Urua ibne Zobair, um dos primeiros alfaquis (juristas islâmicos) e historiador.
Zobair foi um comerciante abastado, muito popular em Cufa, e foi dos primeiros convertidos ao Islão e participou em várias das primeiras campanhas militares de Maomé. Após a morte de Maomé, comandou um regimento na batalha de Jarmuque,[carece de fontes?] um dos primeiros recontros militares de grande envergadura das guerras bizantino-árabes, travada em 636 na Síria bizantina, que se saldou numa vitória decisiva para a conquista da Síria e Levante aos bizantinos. Em 640, foi o comandante dos reforços enviados para o Egito para apoiar Anre ibne Alas. Segundo alguns, Zobair foi o comandante de campo com mais êxito durante a conquista muçulmana do Egito. Zobair fazia parte da lista de seis pessoas selecionadas por Omar como candidatas à sua sucessão à frente do Califado.[carece de fontes?]
Após a morte de Omar, Zobair manteve-se afastado da política e dos assuntos militares, mas após o assassinato do califa Otomão em 656, começou por ser aliado do seu sucessor, Ali, juntamente com Talha ibne Ubaide Alá. No entanto, as relações destes dois homens com Ali iriam deteriorar-se rapidamente. Quando Ali apelou à guerra contra Moáuia, o governador da Síria que se recusou a reconhecer Ali como califa, Zobair e Talha, à semelhança de muitos habitantes de Medina, não responderam ao apelo e sugeriram a Ali que fossem nomeados governadores de Cufa e Bassorá. Alegando que precisava deles ao seu lado como conselheiros, o califa preferiu nomear outros homens da sua confiança para aqueles cargos. Isto não foi bem aceite pelos preteridos. A justificação de que eles eram necessários em Medina foi usada novamente por Ali para lhes recusar autorização para irem a Meca fazer a Umra (peregrinação). Zobair e Talha abandonaram então Medina secretamente para se juntarem a Aixa, viúva de Maomé, que se tinha rebelado clamando vingança pelo assassinato de Otomão, juntamente com outras personalidades influentes. Aixa era da família de ambos, pois tanto Zobair como Talha eram casados com irmãs suas.

Ali ficou muito perturbado com a deserção de Zobair e Talha, mas em vez de os unir, decidiu tentar conciliar-se com eles, escrevendo-lhes uma carta:
| “ | Ambos sabeis muito bem que, na verdade, eu não me aproximei das pessoas para me elegerem como o califa. Por outro lado, foram as pessoas que me forçaram a aceitar o cargo de califa no interesse do Islão. Também não pedi às pessoas que me jurassem fidelidade, elas fizeram-no de livre vontade. Vós dois aproximaram-se de mim e juraram-me fidelidade. As pessoas juraram-me lealdade sem qualquer temor nem ganhos mundanos ou lucros. Então, se juraram fidelidade voluntariamente, como podem hesitar e abjurar? Se juraram sob coação, então provaram o caso contra vocês próprios, pois mostraram obediência a mim ao mesmo tempo que escondiam a vossa traição. Por Deus, essa hipocrisia não é digna de Muhajirun do vosso calibre [...] Dizeis que eu sou o assassino de Otomão. Avancem e deixem que o povo de Medina, que não tomou partido por nenhuma das partes, julgue entre vós e eu. O seu julgamento revelaria o que eu e vós fizemos naquela ocasião. Vós sois homens velhos e experientes e compete-vos arrependerem-se do que haveis feito. Já é suficientemente mau que tenham incorrido no ódio das pessoas do mundo, mas acautelai-vos porque, na vida que se segue, tereis que enfrentar o inferno pelo vosso desvio. | ” |

A carta de Ali não teve qualquer efeito, e Talha e Zobair juntaram-se a Aixa em Meca e elevaram de tom o grito de vingança pelo sangue de Otomão. Os revoltosos marcharam sobre Baçorá, onde cercaram e mataram 4 000 suspeitos de estarem implicados no cerco à casa de Otomão que culminou na morte deste. O califa Ali marchou então sobre Baçorá com o seu exército e chegou a acordo com Aixa em que se comprometia a castigar os rebeldes que tinham assassinado Otomão. No entanto, à noite estalou uma batalha, iniciada pelos rebeldes que se encontravam no exército de Ali e que receavam ser mortos se o acordo fosse cumprido. A batalha ficou conhecida como batalha do Camelo e nela morreu Talha devido a uma flecha disparada por Maruane ibne Aláqueme. Ali aconselhou Zobair a perseguir Maruane e trazê-lo para ser julgado. Zobair deixou o campo de batalha e acabaria por ser morto durante as orações por Maruane e os seus homens, apesar de ter resistido a uma saraivada de flechas disparadas contra ele. Maruane aproximou-se dele e apunhalou-o várias vezes com um khanjar até Zobair sucumbir.[carece de fontes?]
Os Zuberis (ou Zobairi), um clã muçulmano com grande influência no subcontinente indiano, reclamam-se descendentes de Zobair ibne Alauame.